# Jean II d'Harcourt
Jean II d'Harcourt, detto Il prode (1240 circa – 21 dicembre 1302), è stato un militare francese.
Fu signore di Harcourt, barone d'Elbeuf e visconte di Châtellerault.
Era figlio di Jean I d'Harcourt, signore di Harcourt e barone d'Elbeuf, e di Alice di Beaumont.

## Biografia
Maresciallo di Francia dall'anno 1284, servì con Filippo l'Ardito nella cosiddetta Crociata d'Aragona del 1285.
Da quando Filippo aveva posto l'assedio alla città di Roses, il 28 giugno, non era giunto al campo alcun convoglio, indispensabile per continuare a combattere. Se ne attendeva uno, quando giunse la notizia che il re d'Aragona voleva impadronirsene, e a tale scopo aveva preparato un'imboscata per il 14 agosto nei pressi di Gerona; schierava quattrocento cavalieri e duemila fanti, l'élite del suo esercito.
Filippo incaricò il Maresciallo d'Harcourt di rinforzare e proteggere il convoglio. Il Maresciallo partì, verso la fine della notte, con il conestabile Raoul de Nesle e cinquecento cavalieri, per arrivare, il 15 agosto all'alba, vicino al luogo dell'agguato. Il re d'Aragona ordinò una carica, che i francesi respinsero con fermezza e coraggio. Caricarono poi a loro volta, mettendo in rotta gli spagnoli. Il re d'Aragona fu ferito e la città di Girona si arrese il 7 settembre.
Quando il Re portò la guerra in Inghilterra, nel 1295, nominò Jean d'Harcourt luogotenente generale dell'armata navale con Mathieu IV de Montmorency. La flotta si portò davanti a Dover, la città fu conquistata e data alle fiamme.
Nel 1302, Harcourt accompagnò Carlo di Valois in Sicilia. Comandava la gendarmeria, e diede prova di grande valore. Morì di malattia al ritorno della spedizione, il 21 dicembre 1302. Fu sepolto nel priorato di Notre-Dame du Parc ad Harcourt.

## Matrimoni e discendenza
Sposò in prime nozze Agnese di Lorena, figlia di Federico III duca di Lorena e di Margherita di Champagne. Rimasto vedovo e senza figli, si risposò nel 1280 con Jeanne de Châtellerault e da lei ebbe:
- Jean III († 1329), sire d'Harcourt
- Jeanne, sposata a Enrico, barone d'Avaugour, di Goello e di Mayenne († 1331)
- Margherita, sposata a Roberto signore di Boulainvillers e di Chepoy, poi a Raoul d'Estouteville signore di Rames.